# Jordbrugsmaskiner
Jordbrugsmaskiner er maskiner, der specielt er beregnet til jordbrug. Disse maskiner kan have et generelt sigte i forbindelse med jordbrug eller være målrettet landbrug, skovbrug eller gartneri.

## Overordnet
Traktor

## Jordbearbejdning
- Harve
  - Tallerkenharve
  - Ukrudtsharve
  - Fjederharve
  - Rotorharve
- Jordfræser
- Plov
- Slæbe
- Stenopsamler
- Tromle

## Gødnings- og sprøjteredskaber
- Kalkspreder
- Gødningsspreder
- Gyllenedfælder
- Møgspreder
- Sprøjte

## Såning og planting
- Kartoffellægger
- Plantemaskine
- Såmaskine
- roesåmaskine

## Græs- og halmredskaber
- Aflæsservogn
- Ballegaffel
- Ballepresse
  - Bigballepresse
  - Rundballepresse
- Ballewrapper
- Grønthøster
- Transportør
- Slåmaskine
- Høkanon
- Høvender
  - Rotorrive
- Ballevogn

## Rodvækstredskaber
- kartoffeloptager
- Radrenser
- Roeoptager

## Skov- og vedredskaber
- Tømmerklo
- Brændekløver

## Andet
- Liftkasse
- Majshøster For majstærsker: se mejetærsker herunder. For snitter til majsensilage, se grønthøster.
- Mejetærsker
- Skærbord
- Skårlægger "Image:Swather.jpg" på en.wiki kan bruges
- Anhænger
- Silo
  - Plansilo

## Ældre maskiner
- Selvbinder
- Tærskeværk

## Fabrikanter
- Deere & Company (John Deere) - Verdens største målt på omsætning.
- CNH Industrial (Case-New Holland) - Europas største målt på omsætning.
- AGCO (bl.a. Massey Ferguson) - Amerikas næststørste.
- Kubota - Asiens største målt på omsætning.
- Mahindra & Mahindra - Verdens største traktorfabrikant, målt på antal producerede enheder.
- Claas - Europas næststørste.
- SAME Deutz-Fahr - blandt Europas største.